# Kristian Meldgaard
Kristian Meldgaard (født 3. september 1983 i Ikast) er en dansk tidligere håndboldspiller, der spillede for Ajax København, Ikast, FCK Håndbold og TMS Ringsted i Håndboldligaen
Han startede karrieren i Ikast Håndbold, hvor han skiftede til FCK i 2004. I 2006 forlængede han sin kontrakt med endnu ét år. Han havde dog svært ved at finde spilletid, da han stod i skyggen af Morten Krampau, Arnór Atlason og Martin Boquist på backpladserne.
I 2007 skiftede han til TMS Ringsted på en to-årig aftale. I 2009 skiftede han til Ajax København. Et år senere måtte han indstille karrieren i en alder af 26 på grund af et springerknæ, han havde fået tilbage i 2006, da han spillede for FCK.
I 2015 kørte Spillerforeningen, fagforeningen for håndboldspillere, en sag i Arbejdsskadestyrelsen for at få anderkendt Meldgaards springerknæ som en arbejdsskade. Meldgaard fik medhold og fik anerkendt godtgørelse for varigt mén.